# Valorsul

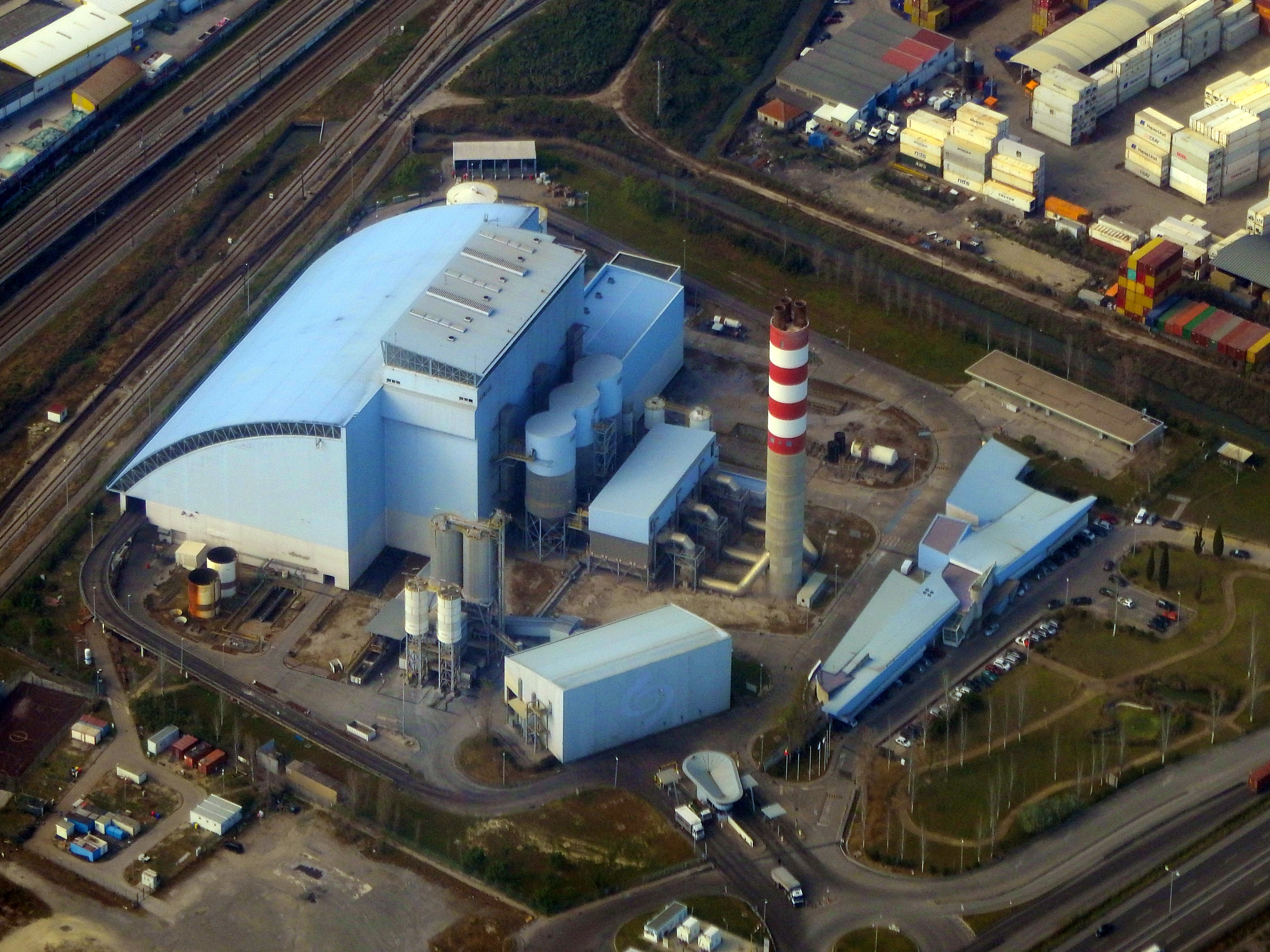
Complexo Valorsul.

A Valorsul, S.A. é a empresa responsável pelo tratamento e valorização dos resíduos sólidos urbanos (RSU) dos concelhos Amadora, Lisboa, Loures, Odivelas e Vila Franca de Xira, em Portugal.
Foi fundada a 16 de Setembro de 1994, tem como accionistas a Câmara Municipal de Amadora, Câmara Municipal de Lisboa, Câmara Municipal de Loures, Câmara Municipal de Vila Franca de Xira, Electricidade de Portugal, S.A., Empresa Geral do Fomento,  S.A. e Parque Expo'98, S.A.
A Valorsul faz a gestão de vários equipamentos: Centro de Triagem e Ecocentro, Estação de Tratamento e Valorização Orgânica, Central de Tratamento de Resíduos Sólidos Urbanos, Instalação de Tratamento e Valorização de Escórias e aterros sanitários. Através deste sistema são tratadas e valorizadas cerca de 750 mil toneladas anuais de resíduos.
A Valorsul desenvolve também acções de sensibilização e educação ambiental, bem como um prémio anual de boas práticas ambientais.